# François Faber
François Faber (ur. 26 stycznia 1887 w Aulnay-sur-Iton, zm. 9 maja 1915 w Mont-Saint-Éloi lub Carency) – luksemburski kolarz szosowy.
Triumfując w Tour de France 1909 został pierwszym zwycięzcą Tour de France, który nie był Francuzem – był jednak związany z tym krajem, wychowywał się w Paryżu i nosił przydomek „giganta z Colombes”. Urodzony we Francji Faber reprezentował Luksemburg za sprawą swojego ojca, który był obywatelem tego kraju.
Zginął w czasie I wojny światowej, na której walczył w szeregach Legii Cudzoziemskiej. Ze względu na fakt, iż nigdy nie odnaleziono jego ciała nie jest znana dokładna lokalizacja miejsca, w którym zginął – doszło do tego na terenie jednej z dwóch miejscowości: Mont-Saint-Éloi bądź Carency. Pośmiertnie został odznaczony Krzyżem Wojennym oraz Medalem Wojskowym. W Luksemburgu od 1918 organizowany jest poświęcony jego pamięci wyścig kolarski Grand Prix François-Faber, będący najstarszą odbywającą się corocznie rywalizacją tego typu w tym kraju.
Jego brat przyrodni, Ernest Paul, również był kolarzem.

## Osiągnięcia
Opracowano na podstawie:

1908
- 3. miejsce w Paryż-Roubaix
- 2. miejsce w Tour de France
  - 1. miejsce na 3., 4. 8. i 12. etapie
- 3. miejsce w Paryż-Tours
- 1. miejsce w Giro di Lombardia

1909
- 1. miejsce w Paryż-Bruksela
- 1. miejsce w Tour de France
  - 1. miejsce na 2., 3., 4., 5., 6. i 10. etapie
- 1. miejsce w Paryż-Tours

1910
- 2. miejsce w Tour de France
  - 1. miejsce na 2., 4. i 7. etapie
- 1. miejsce w Paryż-Tours

1911
- 1. miejsce w Bordeaux-Paryż
- 2. miejsce w Paryż-Bruksela
- 1. miejsce na 3. i 6. etapie Tour de France

1913
- 1. miejsce w Paryż-Roubaix
- 1. miejsce na 2. etapie Ronde van België
- 1. miejsce na 10. i 13. etapie Tour de France

1914
- 1. miejsce na 13. i 14. etapie Tour de France